# La pasta scotta
La pasta scotta è un album della cantante Marisa Sannia pubblicato nel 1976 dalla CBS. I testi e le musiche sono tutti di Marisa Sannia, l'arrangiamento è di Danilo Vaona.

## Tracce
Lato A
1. La pasta scotta (M. Sannia)
2. Se sarà più bello (M. Sannia)
3. È freddo il tuo caffè (M. Sannia)
4. Stagioni nuove (M. Sannia)
5. Vorrei essere io (M. Sannia)

Lato B
1. Il guardiano (M. Sannia)
2. Chi sei (M. Sannia)
3. Ma quale Regina (M. Sannia)
4. Masticavo Chewingum (M. Sannia)
5. Anche se non so nuotare (M. Sannia)